# Iwan Gulak
Iwan Gulak – ukraiński działacz społeczny, poseł do Sejmu Krajowego Galicji II kadencji (1867–1869), włościanin z Burdiakowiec.
Wybrany w IV kurii obwodu Czortków, z okręgu wyborczego nr 8 Borszczów-Mielnica. 